# Škvořetice
Škvořetice (jusqu'en 1924 : Skvořetice ; en allemand : Skworschetitz ou Skworetitz) est une commune du district de Strakonice, dans la région de Bohême-du-Sud, en République tchèque. Sa population s'élevait à 324 habitants en 2020.

## Géographie
Škvořetice se trouve à 6 km au sud-est du centre de Blatná, à 17 km au nord de Strakonice, à 62 km au nord-ouest de České Budějovice et à 83 km au sud-ouest de Prague.
La commune est limitée par Buzice au nord, par Lom au nord-est, par Sedlice au sud et par Blatná à l'ouest.

## Histoire
La première mention écrite du village date de 1294.

## Administration
La commune se compose de deux quartiers :
- Škvořetice
- Pacelice

## Transports
Par la route, Škvořetice se trouve à 6,5 km de Blatná, à 22 km de Strakonice, à 75,5 km de České Budějovice et à 120 km de Prague.